# بالدنهایم
بالدنهایم (به فرانسوی: Baldenheim) یک کمون در فرانسه با جمعیت ۱٬۱۱۹ نفر است که در Canton of Marckolsheim واقع شده‌است.